# 小叶黑面神
小叶黑面神又名七日暈、紅珠仔（学名：Breynia vitis-idaea）为大戟科黑面神属下的一个种。